# 拉姆西 (新澤西州)
拉姆西（英語：Ramsey）是位於美國新澤西州伯根縣的自治市鎮。

## 人口
根據2020年美國人口普查的數據，拉姆西的面積為14.43平方千米，當中陸地面積為14.25平方千米，而水域面積為0.18平方千米。當地共有人口14798人，而人口密度為每平方千米1,026人。